# Sõmeru
Sõmeru (německy Neu-Sommerhusen) je městečko v estonském kraji Lääne-Virumaa, samosprávně patřící do obce Rakvere.